# Monte Formoso
Monte Formoso – miasto i gmina w Brazylii, w stanie Minas Gerais. Znajduje się w mikroregionie Almenara.